# Emil Jakob Schindler

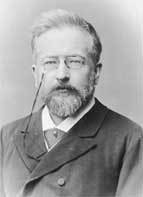
Emil Jakob Schindler

Emil Jakob Schindler (* 27. April 1842 in Wien; † 9. August 1892 in Westerland/Sylt) war ein österreichischer Landschaftsmaler.

## Leben
Schindler entstammte einer Fabrikantenfamilie, die seit dem späten 17. Jahrhundert in Niederösterreich ansässig war. Er wurde als Sohn des Handlungsgesellschafters Jakob Schindler (1814–1846) und dessen Gattin Maria Penz (1816–1886) in der damaligen Wiener Vorstadt Leopoldstadt Nr. 11 (heute Obere Donaustraße 75) geboren.
Schindler sollte eigentlich eine militärische Laufbahn einschlagen, er entschied sich jedoch für die Bildende Kunst. 1860 trat er in die Wiener Akademie der bildenden Künste ein und wurde Schüler von Albert Zimmermann. Zimmermann schloss er sich jedoch nur hinsichtlich der Maltechnik an. Seine Vorbilder fand er bei den niederländischen Meistern, wie Meindert Hobbema und Jacob Izaaksoon van Ruisdael. Zu den engen Freunden Schindlers zählte der Wiener „Künstlerfürst“ Hans Makart, der Wien gegen Ende des 19. Jahrhunderts sehr prägte, bei dem er auch eine Zeit lang wohnen konnte. 1873 reiste Schindler nach Venedig, 1874 nach Dalmatien und 1875 nach Holland.
Am 4. Februar 1879 heiratete Schindler die Sängerin Anna Sofie Bergen (1857–1938), die zum Zeitpunkt der Hochzeit bereits im dritten Monat schwanger war. Die finanziellen Verhältnisse des Ehepaars waren sehr beengt; sie mussten sich ihre Wohnung mit einem Freund und Künstler-Kollegen von Schindler, Julius Victor Berger, teilen. Auch als die erste Tochter geboren wurde, die später unter dem Namen Alma Mahler-Werfel berühmt wurde, war es dem Ehepaar noch nicht möglich, diese beengten Wohnverhältnisse zu verlassen. Während einer krankheitsbedingten längeren Abwesenheit von Emil Jakob begann Anna Schindler ein Verhältnis mit Berger. Margarethe Julie Schindler, die am 16. August 1880 zur Welt kam, war vermutlich die Tochter von Berger.
Im Februar 1881 gewann Schindler den mit 1.500 Gulden dotierten Reichel-Künstlerpreis, was die finanzielle Notlage der Familie beendete und den Umzug in eine größere Wohnung ermöglichte. Dem Gewinn des Reichel-Künstlerpreises schlossen sich eine Reihe von Aufträgen und Bilderverkäufen an, was der Familie allmählich relativen Wohlstand ermöglichte. Seit 1885 verbrachte er den Sommer in Schloss Plankenberg bei Neulengbach. Hier entstand eine Künstlerkolonie, in der Schindler unterrichtete (u. a. Marie Egner). 1887 erhielt Schindler vom österreichischen Kronprinzen den Auftrag, Küstenorte in Dalmatien und Griechenland in Tuschezeichnungen oder Aquarellen festzuhalten. Es war Teil eines großen Projekts unter dem Namen „Die österreichisch-ungarische Monarchie in Wort und Bild“, die der Kronprinz herausgeben wollte. Die Reise im Auftrag des Kronprinzen führte dazu, dass man ihn zu den bedeutendsten Malern der k.u.k-Monarchie zählte. Er wurde mit zahlreichen Ehrungen gewürdigt. Bereits 1887 war er zum Ehrenmitglied der Akademie der bildenden Künste in Wien ernannt worden. Im folgenden Jahr wurde ihm die Ehrenmitgliedschaft der Münchener Akademie angetragen. 1891 erhielt Schindler die Goldene Staatsmedaille.
Weniger glücklich war sein Privatleben. Seine Frau hatte zwar die Liaison mit Berger beendet. Sie hatte jedoch ein neues Liebesverhältnis mit Schindlers Schüler und Assistenten Carl Moll, das heimlich über mehrere Jahre bestand. Alma Mahler-Werfels Biograph Oliver Hilmes sieht die Ursache für die psychische Disposition der beiden Schindler-Töchter in diesem von Heimlichkeiten und Verleugnungen geprägten Familienleben.

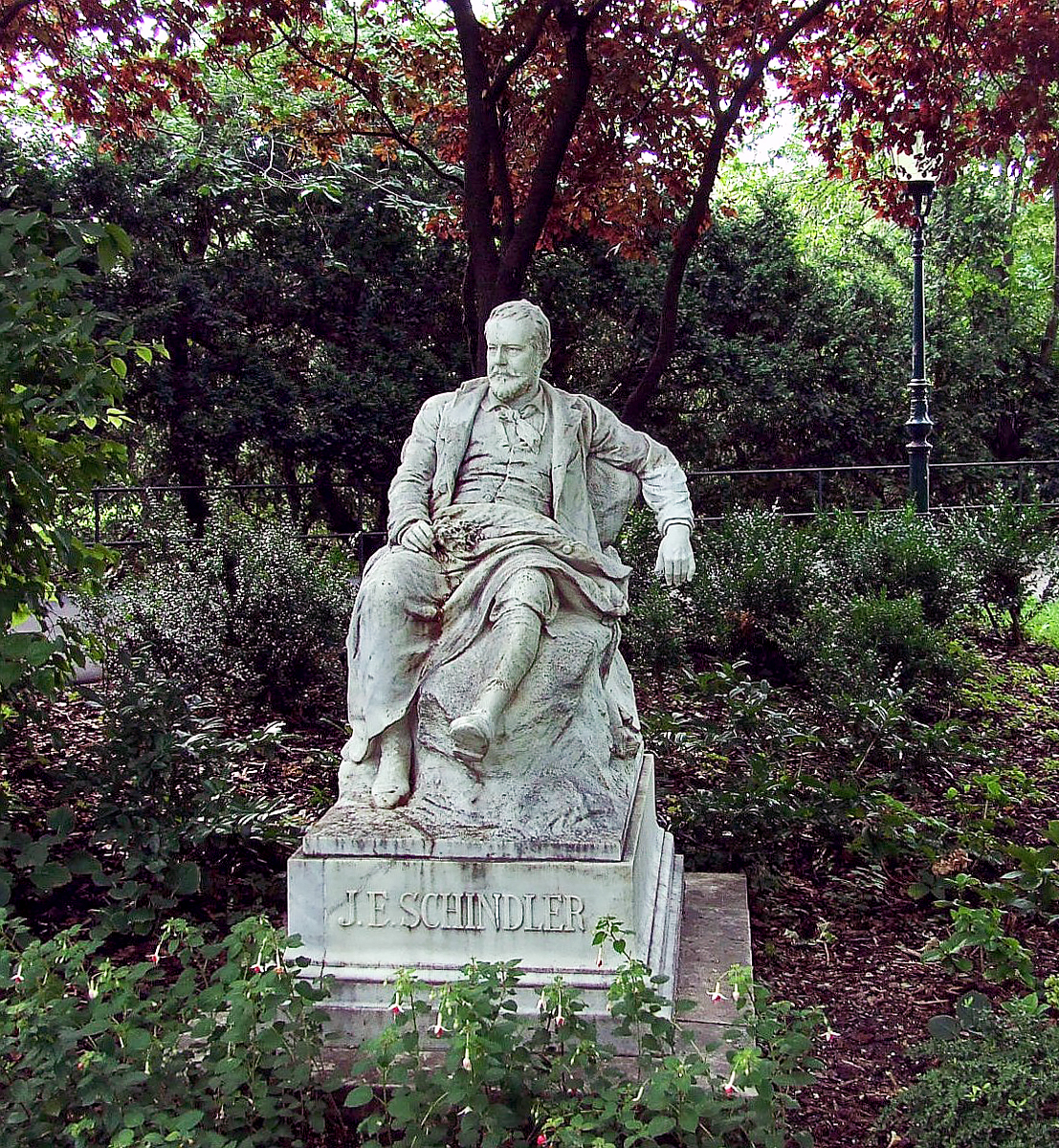
Schindler-Denkmal im Wiener Stadtpark, enthüllt am 14. Oktober 1895

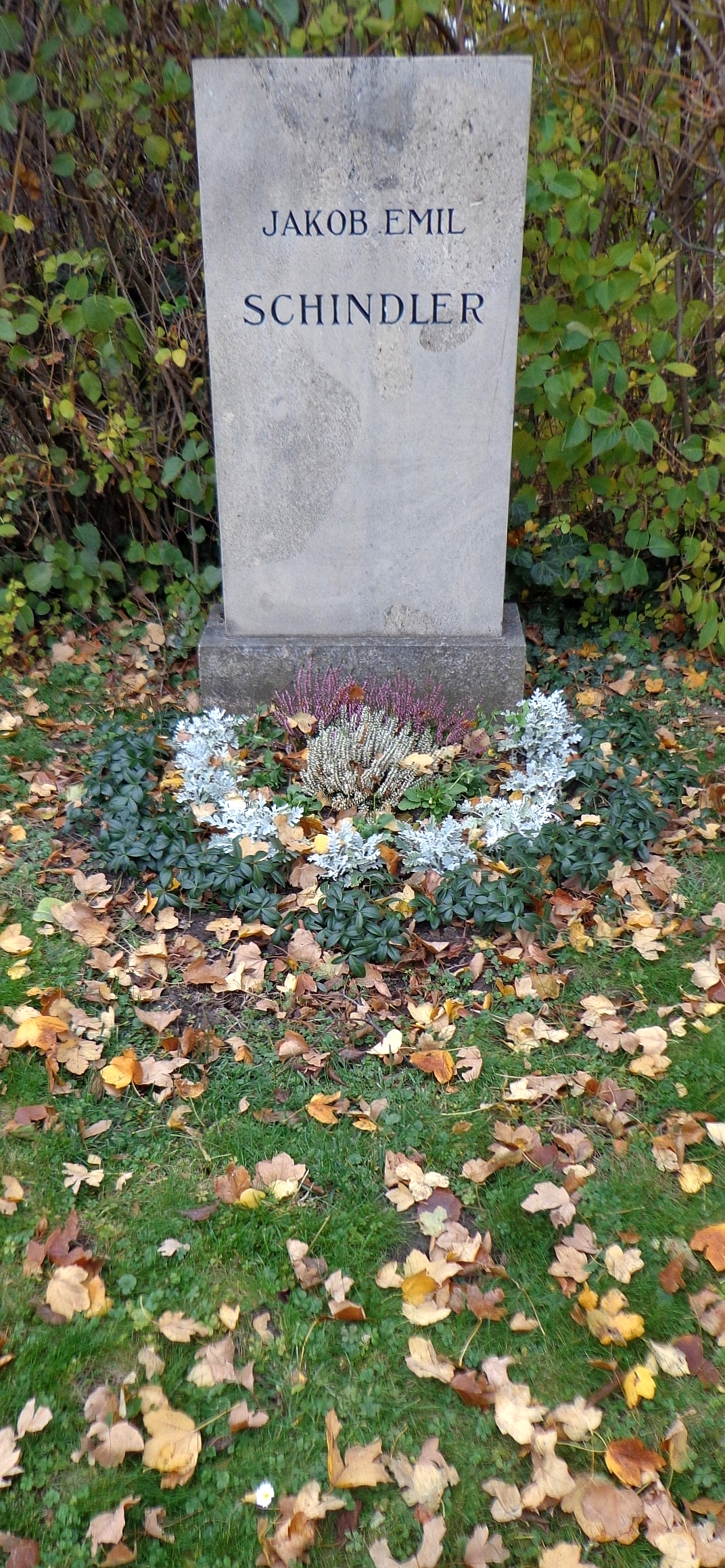
Wiener Zentralfriedhof – Ehrengrab von Emil Jakob Schindler

Emil Jakob Schindler verstarb auf dem Höhepunkt seines Erfolges am 9. August 1892 an den Folgen einer verschleppten Blinddarmentzündung. Seine Witwe heiratete am 3. November 1895 Carl Moll (1861–1945). Schindler erhielt ein Ehrengrab auf dem Wiener Zentralfriedhof (Gruppe 14 A, Nummer 51), das vom Bildhauer Edmund Hellmer gestaltet wurde. Dieser schuf auch ein Marmor-Denkmal für Schindler (1895) im Wiener Stadtpark. Bereits 1894 war die Schindlergasse in Wien-Währing nach dem Künstler benannt worden.

## Leistung
Schindler begann zunächst in der Art von Ferdinand Georg Waldmüller. Im Gegensatz zu den romantisierenden Tendenzen der zeitgenössischen Landschaftsmalerei strebte Schindler nach realistischer Darstellung. Seine poetische Veranlagung, welche ihn frühzeitig und ganz unabhängig von den in die gleiche Richtung strebenden französischen Malern auf die Stimmungslandschaft führte, offenbarte sich zuerst 1864 in einem Zyklus von Illustrationen zu dem von Zedlitzschen Idyll „Das Waldfräulein“. Für seine in Öl gemalten Landschaften wählte er die Motive zunächst mit besonderer Vorliebe aus dem Prater, später aus Mähren, Ungarn und Holland. Die Malweise Schindlers wird gemeinhin als Stimmungsimpressionismus bezeichnet.

## Werke

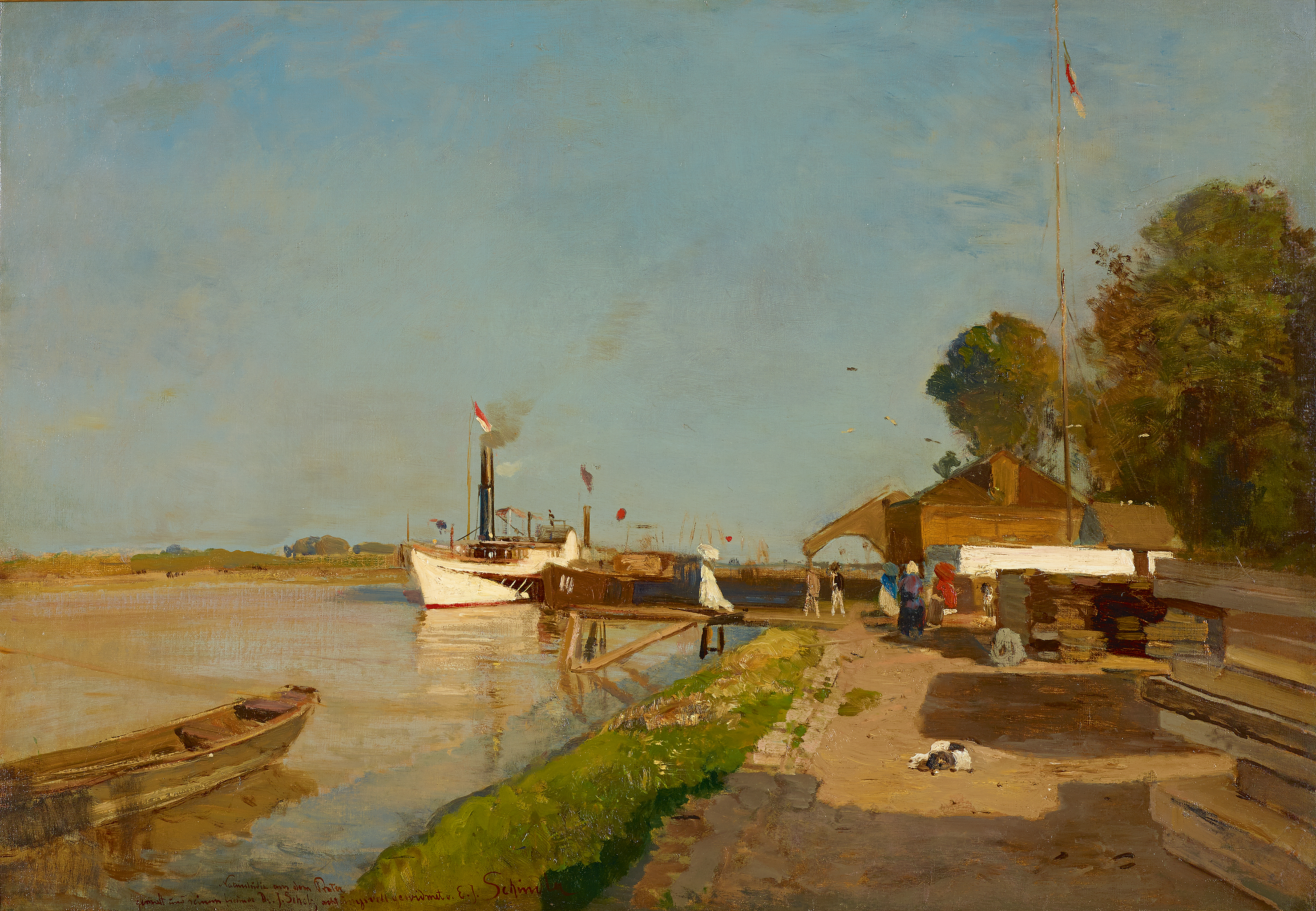
Die Dampfschiffstation an der Donau gegenüber Kaisermühlen, um 1871–1872, Belvedere, Wien

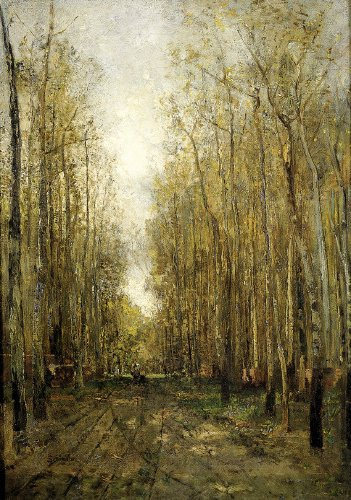
Waldweg bei Plankenberg im Herbst

- Boote an der Donau (St. Pölten, Museum Niederösterreich, Inv. Nr. 5525), um 1870–72, Öl auf Holz
- Donaudampfschiffe (St. Pölten, Museum Niederösterreich, Inv. Nr. 7517), 1871, Öl auf Holz, 21,2 × 33,9 cm
- Die Dampfschiffstation an der Donau gegenüber Kaisermühlen (Wien, Belvedere, Inv. Nr. 3338), um 1871–72, Öl auf Leinwand, 55 × 78,5 cm
- Holländische Landschaft – Gracht in Amsterdam (Graz, Neue Galerie Graz), um 1875–76, Öl auf Holz, 44,8 × 65,2 cm
- An der Thaya bei Lundenburg I (Wien, Belvedere, Inv. Nr. 4586), 1877, Öl auf Holz, 39,5 × 74 cm
- Brandung (Linz, Schlossmuseum, Inv. Nr. G 2022), 1879, Öl auf Leinwand, 127 × 159 cm
- Weißenkirchen (Linz, Schlossmuseum, Inv. Nr. Ka 124), um 1879, Öl auf Holz, 35 × 52 cm
- Blumengarten in Weißenkirchen (Linz, Schlossmuseum, Inv. Nr. G 2023), 1879, Öl auf Holz, 41,5 × 53 cm
- Hof eines Bauernhauses in Weißenkirchen (St. Pölten, Museum Niederösterreich, Inv. Nr. 7516), 1879, Öl auf Leinwand, 87 × 68,6 cm
- Weiher in Atzgersdorf (Wien Museum), 1880, Öl auf Leinwand, 56 × 42 cm
- Hackinger Au (Wien, Belvedere, Inv. Nr. 4012), 1880, Öl auf Leinwand, 90 × 68 cm
- Alter Hof in Weißenkirchen (St. Pölten, Museum Niederösterreich, Inv. Nr. 5717), um 1880, Öl auf Leinwand, 98 × 74 cm
- Buchenwald in Goisern (Wien Museum), 1884, Öl auf Leinwand, 43 × 56 cm
- Februarstimmung – Vorfrühling im Wienerwald (Wien, Belvedere, Inv. Nr. 5228), 1884, Öl auf Leinwand, 120 × 96 cm
- Parklandschaft in Plankenberg – Flieder (Wien, Belvedere, Inv. Nr. 3815), 1887, Öl auf Holz, 49,5 × 66 cm
- Brücke bei Goisern (Wien, Sammlung Eisenberger), 1887, Öl auf Leinwand, 98 × 84 cm
- Bosnische Flüchtlinge im Dom von Spalato – Episode aus dem Okkupationskrieg, um 1888, Öl auf Holz, 76 × 53 cm

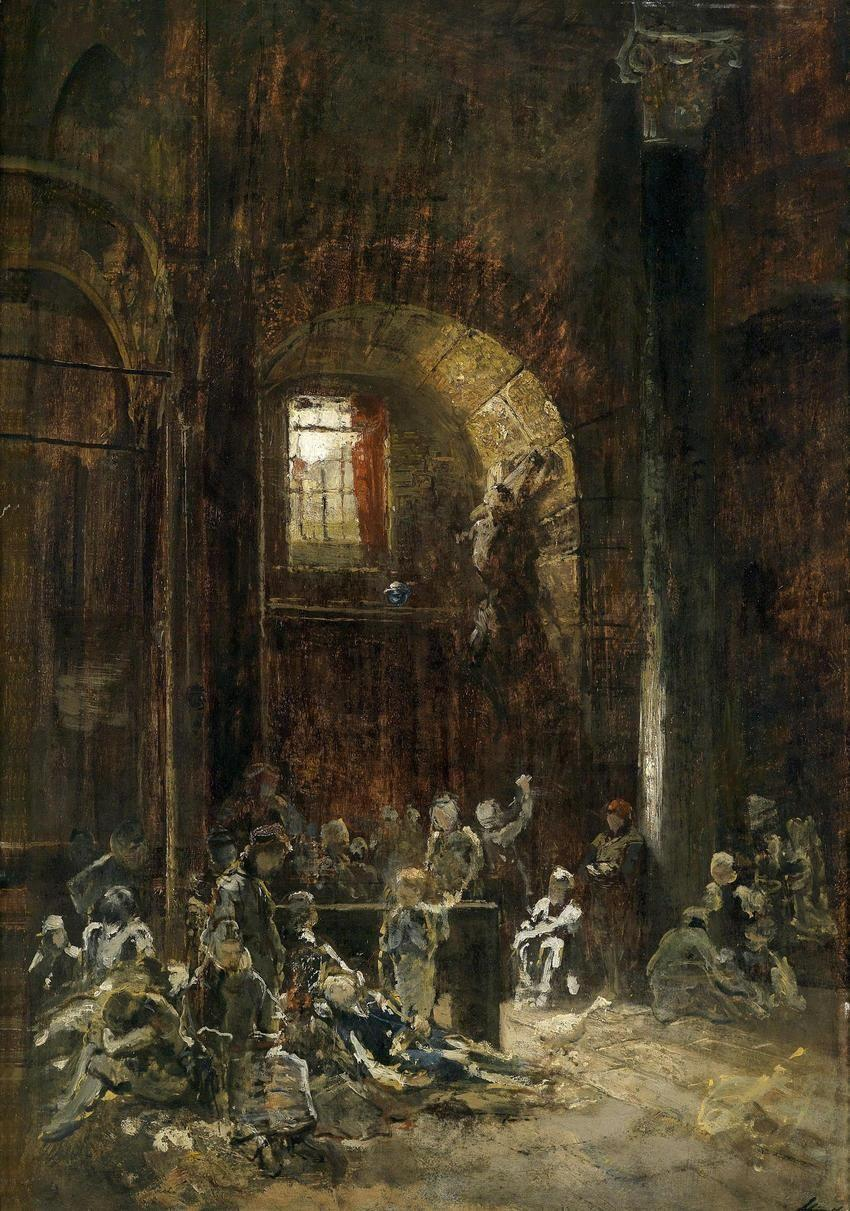
Bosnische Flüchtlinge im Dom von Spalato – Episode aus dem Okkupationskrieg

- Hafen von Ragusa bei Abendstimmung im Dezember (Wien Museum), 1889, Öl auf Leinwand, 75 × 45 cm
- Waldweg bei Plankenberg im Herbst (St. Pölten, Museum Niederösterreich, Inv. Nr. 1162), um 1889–90, Öl auf Leinwand, 59,3 × 42,6 cm
- Küstenlandschaft aus Dalmatien (Wien, Belvedere, Inv. Nr. 5971), 1890, Öl auf Holz, 71 × 106 cm
- Adrialandschaft (Linz, Schlossmuseum, Inv. Nr. G 2024), 1890, Öl auf Holz, 58,5 × 86 cm
- Mühle in Plankenberg (Wien Museum), 1890, Öl auf Leinwand, 105 × 82 cm
- Pax – Der Friedhof von Gravosa bei Ragusa (Wien, Belvedere, Inv. Nr. 2548), 1891, Öl auf Leinwand, 207 × 271 cm
- Pappelallee nach dem Gewitter (St. Pölten, Museum Niederösterreich, Inv. Nr. 1218), 1892, Öl auf Leinwand